# Ciao (mascotte)
Ciao is de mascotte van het wereldkampioenschap voetbal 1990, dat werd gehouden in Italië.
De mascotte bestaat uit een voetballend stokpoppetje. Het lichaam bestaat uit de kleuren van de Italiaanse vlag en is samengesteld uit de vijf letters van de naam van het gastland (Italia). Het hoofd wordt gevormd door een voetbal. De naam, ciao, is een Italiaanse begroeting (Nederlands: hallo).
1966: Willie ·
1970: Juanito ·
1974: Tip en Tap ·
1978: Gauchito ·
1982: Naranjito ·
1986: Pique ·
1990: Ciao ·
1994: Striker ·
1998: Footix ·
2002: Ato, Kaz en Nik ·
2006: Goleo VI ·
2010: Zakumi ·
2014: Fuleco ·
2018: Zabivaka ·
2022: La'eeb